# サイプル山
サイプル山（サイプルさん、Mount Siple）は、南極にある楯状火山である。
標高は3,110メートルで、マリーバードランドのバクティス海岸沖にあるサイプル島の北西部を占めている。若々しい外観から、最後の噴火が完新世であることが強く示唆される。頂上は4×5キロメートルのカルデラとなっており、中腹には火山灰丘がある。山頂から13キロメートル離れた山の北東斜面にレセリー断崖がある。山の体積は1,800立方キロメートルで、エレバス山に匹敵する。
山名は、アメリカ合衆国の南極探検家・地理学者のポール・サイプル（1909年 - 1968年）に因むもので、サイプル島、サイプル海岸も彼に因むものである。彼は、リチャード・バード南極探検隊による1928〜30年と1933〜35年の2回の遠征を含む計6回の南極探検に参加した。彼は1939年から1941年にかけてのアメリカ合衆国南極局遠征に参加し、サイプル山を発見した飛行を含む主要な探索飛行の航空士を務めた。
この山には登頂の記録が存在しない。実際に未踏峰である場合、世界の未踏峰の中でもプロミネンスが高い山の中の1つとなる。人が住んでいる場所から離れた場所にあるため、この山についてはほとんど知られておらず、地形はスケッチマップによってしか記録されていない。

サイプル山の麓に生息するアデリーペンギン

2017年2月、スイス極地研究所の南極周航遠征隊がこの山の麓を探検した。同行したアルジャジーラ英語版の科学技術部門の編集者であるタレク・バズリーは、そこで繁殖しているアデリーペンギンのコロニーに関するレポートを報じた。